# Mecynoscaris
Mecynoscaris is een geslacht van kevers uit de familie van de loopkevers (Carabidae). De wetenschappelijke naam van het geslacht is voor het eerst geldig gepubliceerd in 1930 door Alluaud.

## Soorten
Het geslacht Mecynoscaris omvat de volgende soorten:
- Mecynoscaris ambreana Banninger, 1933
- Mecynoscaris longula (Fairmaire, 1905)